# Giovanni Cogoni
Giovanni Cogoni (Quartu Sant'Elena, 19 giugno 1916 – Cagliari, 12 settembre 2007) è stato un vescovo cattolico italiano.

## Biografia
Giovanni Cogoni nacque a Quartu Sant'Elena il 19 giugno 1916 da Vincenzo Cogoni e Antonia Cogoni.

### Formazione e ministero sacerdotale
Frequentati i Seminari di Cagliari e Cuglieri, fu ordinato sacerdote il 29 giugno 1940 per l'arcidiocesi di Cagliari da monsignor Ernesto Maria Piovella. Divenne subito rettore del seminario di Dolianova e, dal 1949, di quello di Cagliari, provvedendo al trasferimento dalla vecchia sede di via Università a quella nuova sul colle San Michele, inaugurata il 4 novembre 1959 con la partecipazione del cardinale Alfredo Ottaviani.
Dall'arcivescovo successivo monsignor Paolo Botto fu nominato vicario generale.

### Ministero episcopale
Il 7 settembre 1970 papa Paolo VI lo elesse vescovo della diocesi di Iglesias. Fu ordinato il 18 ottobre 1970 nella parrocchia di Sant'Elena a Quartu Sant'Elena dall'arcivescovo di Cagliari, cardinale Sebastiano Baggio; co-consacratori furono Paolo Carta, arcivescovo di Sassari e Francesco Cogoni, vescovo di Ozieri. Il 28 ottobre emise giuramento davanti al Presidente della Repubblica Giuseppe Saragat.
Il 18 ottobre 1985 accolse nella sua diocesi e accompagnò papa Giovanni Paolo II nella visita pastorale che portò il pontefice a scendere nella miniera di Monteponi e a incontrare la popolazione presso la chiesa del Cuore Immacolato.
Partecipò all'intero Concilio plenario sardo, inizialmente da vescovo diocesano e alla conclusione da vescovo emerito, fin dall'apertura nel monastero benedettino di San Pietro di Sorres il 7 novembre 1986 e sino alla solenne promulgazione nel santuario di Nostra Signora di Bonaria il 1º luglio 2001.
Uomo di grande devozione mariana e attenzione agli infermi, compì più di cento pellegrinaggi a Lourdes nell'arco di oltre cinquant'anni, in occasione dei quali fu organizzata per lui una celebrazione.

### Dimissioni e morte
Resse la diocesi sino al 25 marzo 1992, quando, raggiunta l'età canonica, le sue dimissioni furono accettate da papa Giovanni Paolo II. Rimase a Iglesias, rendendosi disponibile per le visite ai malati e per le cresime, amorevolmente accolto e assistito in seminario, dove fu anche una presenza paterna a disposizione degli allievi per lezioni di ripetizione e confessioni.
Morì il 12 settembre 2007 all'Ospedale Brotzu a Cagliari, dove si trovava per cure.
I funerali si svolsero a Iglesias e a Quartu Sant'Elena il 15 settembre 2007, con la partecipazione dei vescovi della Sardegna e grande concorso popolare. È sepolto a Quartu Sant'Elena.

## Genealogia episcopale
La genealogia episcopale è:
- Cardinale Scipione Rebiba
- Cardinale Giulio Antonio Santori
- Cardinale Girolamo Bernerio, O.P.
- Arcivescovo Galeazzo Sanvitale
- Cardinale Ludovico Ludovisi
- Cardinale Luigi Caetani
- Cardinale Ulderico Carpegna
- Cardinale Paluzzo Paluzzi Altieri degli Albertoni
- Papa Benedetto XIII
- Papa Benedetto XIV
- Cardinale Enrico Enriquez
- Arcivescovo Manuel Quintano Bonifaz
- Cardinale Buenaventura Córdoba Espinosa de la Cerda
- Cardinale Giuseppe Maria Doria Pamphilj
- Papa Pio VIII
- Papa Pio IX
- Cardinale Alessandro Franchi
- Cardinale Giovanni Simeoni
- Cardinale Antonio Agliardi
- Cardinale Basilio Pompilj
- Cardinale Adeodato Piazza, O.C.D.
- Cardinale Sebastiano Baggio
- Vescovo Giovanni Cogoni